# Брач
Брач је острво у Хрватској, у Јадранском мору у Сплитско-далматинској жупанији. Налази се у середњедалматинској групи острва, површине 394,6 km². Од копна га дели Брачки, од Хвара Хварски канал, а од Шолте Сплитска врата.
Грађен је од кречњака и представља пространу непотопљену антиклиналу горњокредне старости. Највиши врх је Видова гора (Видовица, Сутвид) са 780 m. Северна обала је развијенија од јужне. На острву најчешће дувају југо и бура, а у летњим месецима маестрал. Падавина има више у унутрашњости (Пражнице 1420 mm) него при мору (Сутиван 720 mm). На острву нема површинских токова, па је питка вода 1970. доведена подморским водоводом са копна из реке Цетине.
Биљни покров чини ниска средоземна шикара (макија), шуме алепског и црног далматинског бора и камењар. Само се шестина острва обрађује.
Насеља у унутрашњости су старија од приморских. Од 15. века насељавају се увале уз морску обалу и оснивају се нова насеља. У XVII и читавом 18. веку наставља се досељавање из унутрашњости које је изазвало даљи развој приморских насеља. Највише становника живело је на Брачу у пописној 1900. години - 24.408 становника. Привредна криза, настала је пропашћу винограда због напада филоксере, изазвала је интензивно исељавање у прекоморске земља (Чиле, САД и Аргентина).

## Име
Име Брача бележе стари писци на различите начине: Brattia (Плиније), Bratia, Brectia, Brachia, Bractia, Brettia; називају га и Elafusa, Britanide, Dyschelados, а после и Bracija. А. Мајер тумачи постанак неких назива од од доњоиталске илирске речи brentos - јелен, што има исто значење као и грчка реч елафос према којој је начињено је име Elafusa (острво јелена по С. Византинцу).

## Географски положај
Смештен је десетак километара јужно од Сплита и Омиша.
Главна насеља на њему су Супетар, Сплитска, Милна, Постира, Пучишћа, Повља, Селца Сумартин, Сутиван, Нережишћа и Бол.
Јединице локалне самоуправе су град Супетар и општине Бол, Милна, Нережишћа, Постира, Пучишћа, Селца и Сутиван.

## Историја и становништво
Први становници тога подручја након досељавања Словена су према Константину Порфирогениту били некрштени Срби Неретљани, а Брач се налазио у саставу српске кнежевине Паганије.
У месту Селцa, на острву Брачу постављен је 1922. године камен темељац за "величанствену" цркву, под покровитељством Његовог Величанства краља Александра I Карађорђевића.
Најзаступљеније је штокавско и чакавско наречје у разним својим варијантама (чакавски, чокавски), а на крајњем истоку острва се говори штокавским наречјем.
Северна обала је изразито настањенија од осталих обала острва. На острву има и насељених места у унутрашњости.

## Привреда
Традиционално је овчарство и послови везани за камен (вађење и обрада камена). Познат је брачки мермер. У 20. веку се развила и прерада рибе и туризам, а на острву је била и фабрика жвакаћих гума.
Данас је туризам кључна привредна грана на острву. Најпознатије је место Бол са светски познатим Златним ратом.

## Занимљивости
Брачки је камен (мермер) кориштен за градњу многих знаменитих грађевина у свету – Бела кућа у Вашингтону, Диоклецијанова палата у Сплиту
Становници острва Брача су чести јунаци вицева на хрватском југу, нарочито у средњој Далмацији. Тема тих вицева је шкртост Брачана, као што је то нпр. са вицевима везаним за Пироћанце – становнике Пирота у јужној Србији.